# Dyskografia Conchity Wurst
Dyskografia Conchity Wurst – dyskografia obejmująca całokształt twórczości muzycznej Conchity Wurst, austriackiej drag queen,  zwyciężczyni 59. Konkursu Piosenki Eurowizji (2014). Dorobek wokalistki składa się z trzech albumów studyjnych, dwóch minialbumów oraz dwudziestu dziewięciu singli (w tym dwóch z gościnnym udziałem) oraz dwudziestu teledysków.
Artystka zadebiutowała na rynku muzycznym w 2011 singlem „Unbreakable”, który dotarł do 32. miejsca na liście Ö3 Austria Top 40. Rok później na potrzeby udziału w programie Österreich rockt den Song Contest wydała swój drugi singel „That’s What I Am”, który uplasował się na 12. pozycji listy przebojów w Austrii. 15 maja 2015 wydała swój debiutancki album studyjny zatytułowany Conchita. Album dotarł do pierwszego miejsca na liście Ö3 Austria Top 40 oraz uzyskał status platynowej płyty w Austrii. Pierwszym singlem promującym album był utwór „Rise Like a Phoenix”, który dotarł na szczyt zestawienia singli w Austrii, plasując się ponadto na 6. miejscu na Track Top-40 w Danii, 39. pozycji na Top Singles & Titres we Francji, 8. miejsca w zestawieniu Productores de Música de España w Hiszpanii, 25. miejsca na Sverigetopplistan w Szwecji, 2. pozycji na liście Singles Top 100 w Szwajcarii czy 17. miejsca na UK Singles Chart w Wielkiej Brytanii. Kolejnymi singlami wydawnictwa były utwory „Heroes” oraz „You Are Unstoppable”.
W październiku 2018 wydała drugi album studyjny From Vienna with Love, na którym zamieściła dwanaście utworów nagranych wraz z Wiedeńską Orkiestrą Symfoniczną, w tym między innymi covery przebojów „Writing’s on the Wall”, „(Where Do I Begin?) Love Story” i „All by Myself”. Album promowały single „The Sound of Music” oraz „Für mich soll’s rote Rosen regnen”. W 2019 ogłosiła zmianę wizerunku i stylu muzycznego, zapowiadając nowy projekt utrzymany w muzyce elektronicznej i promowany singlami „Trash All the Glam”, „Hit Me” oraz „See Me Now”. Utwory promowały wydany w październiku 2019 trzeci album studyjny wokalistki Truth Over Magnitude. Wydawnictwo dotarło do trzeciego miejsca w zestawieniu najlepiej sprzedających się albumów w Austrii.
W 2020 artystka wydała nagrany z gościnnym udziałem Lou Asril singel „Lovemachine”, a także nagrany w duecie z Ricky Merino singel „Smalltown Boy”. W 2021 opublikowano kolejne single: „Malebu” oraz „Bodymorphia”, a w 2022 single „All I Wanna Do”, „Ich weiß, was ich will”, „Car (Idhlargt)” „Paris (Savoir-Vivre)”, „Erstmal Pause” oraz „All That I Wanted”.

## Albumy studyjne
| Rok                                                     | Dane dot. albumu | Najwyższe pozycje na listach | Najwyższe pozycje na listach | Najwyższe pozycje na listach | Najwyższe pozycje na listach | Najwyższe pozycje na listach | Najwyższe pozycje na listach | Najwyższe pozycje na listach | Najwyższe pozycje na listach | Najwyższe pozycje na listach | Najwyższe pozycje na listach | Najwyższe pozycje na listach | Certyfikat             | Sprzedaż       |
| Rok                                                     | Dane dot. albumu | AUT                          | AUS                          | BEL(FLA)                     | BEL (WAL)                    | FIN                          | FRA                          | GER                          | ITA                          | NL                           | SPA                          | SWI                          | Certyfikat             | Sprzedaż       |
| ------------------------------------------------------- | --- | ---------------------------- | ---------------------------- | ---------------------------- | ---------------------------- | ---------------------------- | ---------------------------- | ---------------------------- | ---------------------------- | ---------------------------- | ---------------------------- | ---------------------------- | ---------------------- | -------------- |
| 2015                                                    | Conchita - Wydany: 15 maja 2015 - Wytwórnia: Sony Music - Format: CD, digital download                                                          | 1                            | 26                           | 17                           | 41                           | 28                           | 138                          | 23                           | 30                           | 67                           | 48                           | 6                            | - AUT: platynowa płyta | - AUT: 15 000+ |
| 2018                                                    | From Vienna with Love (z Wiedeńską Orkiestrą Symfoniczną) - Wydany: 19 października 2018 - Wytwórnia: Sony Music - Format: CD, digital download | 1                            | –                            | –                            | –                            | –                            | –                            | 77                           | –                            | –                            | –                            | 84                           | - AUT: złota płyta     | - AUT: 7500+   |
| 2019                                                    | Truth Over Magnitude - Wydany: 25 października 2019 - Wytwórnia: Sony Music - Format: CD, digital download                                      | 3                            | –                            | –                            | –                            | –                            | –                            | –                            | –                            | –                            | –                            | –                            |                        |                |
| „–” oznacza, że album nie był notowany na danej liście. | |                              |                              |                              |                              |                              |                              |                              |                              |                              |                              |                              |                        |                |

## EP
| Rok  | Dane dot. albumu                                                                                    | Utwory |
| ---- | --------------------------------------------------------------------------------------------------- | --- |
| 2015 | You Are Unstoppable (Remixes) - Wydany: 8 maja 2015 - Wydany: Sony Music - Format: digital download | - „You Are Unstoppable” (Phunkstar Remix) - „You Are Unstoppable” (Drums of Death Remix) - „You Are Unstoppable” (7th Heaven Remix) - „You Are Unstoppable” (LTBC Remix) |
| 2020 | FM4 Session (Live) - Wydany: 21 lutego 2020 - Wydany: Sony Music - Format: digital download         | - „Satori” (FM4 Session Live) - „Can’t Come Back” (FM4 Session Live) - „SIX” (FM4 Session Live)                                                                          |

## Single
| Rok                                                      | Tytuł                                                          | Najwyższe pozycje na listach | Najwyższe pozycje na listach | Najwyższe pozycje na listach | Najwyższe pozycje na listach | Najwyższe pozycje na listach | Najwyższe pozycje na listach | Najwyższe pozycje na listach | Najwyższe pozycje na listach | Najwyższe pozycje na listach | Najwyższe pozycje na listach | Najwyższe pozycje na listach | Najwyższe pozycje na listach | Certyfikat             | Sprzedaż       | Album    |
| Rok                                                      | Tytuł                                                          | AUT                          | BEL (FLA)                    | BEL (WAL)                    | DEN                          | FRA                          | GER                          | IRE                          | NL                           | SPA                          | SWE                          | SWI                          | UK                           | Certyfikat             | Sprzedaż       | Album    |
| -------------------------------------------------------- | -------------------------------------------------------------- | ---------------------------- | ---------------------------- | ---------------------------- | ---------------------------- | ---------------------------- | ---------------------------- | ---------------------------- | ---------------------------- | ---------------------------- | ---------------------------- | ---------------------------- | ---------------------------- | ---------------------- | -------------- | -------- |
| 2011                                                     | „Unbreakable”                                                  | 32                           | –                            | –                            | –                            | –                            | –                            | –                            | –                            | –                            | –                            | –                            | –                            |                        |                | –        |
| 2012                                                     | „That’s What I Am”                                             | 12                           | –                            | –                            | –                            | –                            | –                            | –                            | –                            | –                            | –                            | –                            | –                            |                        |                | –        |
| 2014                                                     | „Rise Like a Phoenix”                                          | 1                            | 8                            | 19                           | 6                            | 39                           | 5                            | 10                           | 3                            | 8                            | 27                           | 2                            | 17                           | - AUT: platynowa płyta | - AUT: 30 000+ | Conchita |
| 2014                                                     | „Heroes”                                                       | 4                            | 130                          | 97                           | –                            | –                            | –                            | –                            | –                            | –                            | –                            | –                            | –                            |                        |                | Conchita |
| 2015                                                     | „You Are Unstoppable”                                          | 13                           | 124                          | –                            | –                            | –                            | 67                           | –                            | –                            | –                            | –                            | –                            | –                            |                        |                | Conchita |
| 2015                                                     | „Firestorm” / „Colours of Your Love”                           | 45                           | –                            | –                            | –                            | –                            | –                            | –                            | –                            | –                            | –                            | –                            | –                            |                        |                | Conchita |
| 2017                                                     | „Heast as net” (oraz Ina Regen)                                | 36                           | –                            | –                            | –                            | –                            | –                            | –                            | –                            | –                            | –                            | –                            | –                            | –                      |                |          |
| 2018                                                     | „The Sound of Music”                                           | –                            | –                            | –                            | –                            | –                            | –                            | –                            | –                            | –                            | –                            | –                            | –                            | From Vienna with Love  |                |          |
| 2018                                                     | „Für mich soll’s rote Rosen regnen”                            | –                            | –                            | –                            | –                            | –                            | –                            | –                            | –                            | –                            | –                            | –                            | –                            | From Vienna with Love  |                |          |
| 2019                                                     | „Trash All the Glam”                                           | –                            | –                            | –                            | –                            | –                            | –                            | –                            | –                            | –                            | –                            | –                            | –                            | Truth Over Magnitude   |                |          |
| 2019                                                     | „Hit Me”                                                       | –                            | –                            | –                            | –                            | –                            | –                            | –                            | –                            | –                            | –                            | –                            | –                            | Truth Over Magnitude   |                |          |
| 2019                                                     | „See Me Now”                                                   | –                            | –                            | –                            | –                            | –                            | –                            | –                            | –                            | –                            | –                            | –                            | –                            | Truth Over Magnitude   |                |          |
| 2019                                                     | „To the Beat”                                                  | –                            | –                            | –                            | –                            | –                            | –                            | –                            | –                            | –                            | –                            | –                            | –                            | Truth Over Magnitude   |                |          |
| 2019                                                     | „Forward”                                                      | –                            | –                            | –                            | –                            | –                            | –                            | –                            | –                            | –                            | –                            | –                            | –                            | Truth Over Magnitude   |                |          |
| 2019                                                     | „Under the Gun”                                                | –                            | –                            | –                            | –                            | –                            | –                            | –                            | –                            | –                            | –                            | –                            | –                            | Truth Over Magnitude   |                |          |
| 2020                                                     | „Lovemachine” (feat. Lou Asril)                                | –                            | –                            | –                            | –                            | –                            | –                            | –                            | –                            | –                            | –                            | –                            | –                            | –                      |                |          |
| 2020                                                     | „Smalltown Boy” (oraz Ricky Merino)                            | –                            | –                            | –                            | –                            | –                            | –                            | –                            | –                            | –                            | –                            | –                            | –                            | –                      |                |          |
| 2021                                                     | „Malebu”                                                       | –                            | –                            | –                            | –                            | –                            | –                            | –                            | –                            | –                            | –                            | –                            | –                            | –                      |                |          |
| 2021                                                     | „Bodymorphia”                                                  | –                            | –                            | –                            | –                            | –                            | –                            | –                            | –                            | –                            | –                            | –                            | –                            | –                      |                |          |
| 2022                                                     | „All I Wanna Do”                                               | –                            | –                            | –                            | –                            | –                            | –                            | –                            | –                            | –                            | –                            | –                            | –                            | –                      |                |          |
| 2022                                                     | „Ich weiß, was ich will”                                       | –                            | –                            | –                            | –                            | –                            | –                            | –                            | –                            | –                            | –                            | –                            | –                            | –                      |                |          |
| 2022                                                     | „Car (Idhlargt)”                                               | –                            | –                            | –                            | –                            | –                            | –                            | –                            | –                            | –                            | –                            | –                            | –                            | –                      |                |          |
| 2022                                                     | „Paris (Savoir-Vivre)”                                         | –                            | –                            | –                            | –                            | –                            | –                            | –                            | –                            | –                            | –                            | –                            | –                            | –                      |                |          |
| 2022                                                     | „Erstmal Pause”                                                | –                            | –                            | –                            | –                            | –                            | –                            | –                            | –                            | –                            | –                            | –                            | –                            | –                      |                |          |
| 2022                                                     | „All That I Wanted”                                            | –                            | –                            | –                            | –                            | –                            | –                            | –                            | –                            | –                            | –                            | –                            | –                            | –                      |                |          |
| 2022                                                     | „Call Me Up”                                                   | –                            | –                            | –                            | –                            | –                            | –                            | –                            | –                            | –                            | –                            | –                            | –                            | –                      |                |          |
| 2022                                                     | „Dirty Maria”                                                  | –                            | –                            | –                            | –                            | –                            | –                            | –                            | –                            | –                            | –                            | –                            | –                            | –                      |                |          |
| Gościnnie                                                |                                                                |                              |                              |                              |                              |                              |                              |                              |                              |                              |                              |                              |                              |                        |                |          |
| 2014                                                     | „My Lights” (Alex Wolph feat. Conchita Wurst)                  | –                            | –                            | –                            | –                            | –                            | –                            | –                            | –                            | –                            | –                            | –                            | –                            |                        |                | –        |
| 2015                                                     | „Building Bridges” (ESC Vienna All Stars feat. Conchita Wurst) | 22                           | –                            | –                            | –                            | –                            | –                            | –                            | –                            | –                            | –                            | –                            | –                            |                        |                | –        |
| „–” oznacza, że singel nie był notowany na danej liście. |                                                                |                              |                              |                              |                              |                              |                              |                              |                              |                              |                              |                              |                              |                        |                |          |

## Teledyski
| Rok       | Tytuł                  |
| --------- | ---------------------- |
| 2014      | „Rise Like a Phoenix”  |
| 2014      | „Heroes”               |
| 2015      | „You Are Unstoppable”  |
| 2017      | „Heast as net”         |
| 2019      | „Trash All the Glam”   |
| 2019      | „Hit Me”               |
| 2019      | „See Me Now”           |
| 2019      | „To the Beat”          |
| 2020      | „Lovemachine”          |
| 2020      | „Smalltown Boy”        |
| 2021      | „Malebu”               |
| 2021      | „Bodymorphia”          |
| 2022      | „All I Wanna Do”       |
| 2022      | „Car (Idhlargt)”       |
| 2022      | „Paris (Savoir-Vivre)” |
| 2022      | „Erstmal Pause”        |
| 2022      | „All That I Wanted”    |
| 2022      | „Call Me Up”           |
| 2022      | „Dirty Maria”          |
| Gościnnie |                        |
| 2014      | „My Lights”            |